# 电脑奇侠
《人造人間电脑奇侠》為石森章太郎原作的特摄作品。香港曾在1975年由麗的電視以《電腦奇俠》譯名播出，台灣雖並未播出特攝影集版，但因為在無版權時期的1977年，曾由「漫畫大王雜誌社」出版原作者石森章太郎的漫畫版本，並譯為機械人超金剛，而使本作在台灣具有一定的知名度。

## 概要
《人造人間电脑奇侠》是基於當時掀起空前「變身熱潮」以及特攝變身英雄劇《假面騎士》的成功為背景，由相同的原作者與製作公司，為求與《假面騎士》有所區隔，而與NET（日本教育電視台，現為朝日電視台）合作推出的電視影集。 
TV特攝影集版本分为1972年的《人造人間电脑奇侠》与1973年的續作《电脑奇侠01》兩部作品，漫畫版本除上述两部作品中的登場主角之外，還另有电脑奇侠00和电脑奇侠02登场。另於2000年起陸續拍攝了動畫版本。

## 登场角色

### 电脑奇侠/基凱達/キカイダー
人间体：次郎（伴大介饰；香港麗的電視配音：周慶樑）
替身演员：菊地敏昭
光明寺博士制造出来的机器人，身体右侧是代表邪恶的赤色，左侧是代表正义的蓝色。目的是破坏DARK的计划，保护光明寺博士的儿女。因为基鲁博士率领DARK的机器人偷袭，导致良心回路未制作完成而有缺陷，因而会受到基鲁博士的恶魔的笛声的操控做出难以控制的行为。

### 电脑黑魔/哈凱達/ハカイダー
人间体：三郎（真三让次饰；香港麗的電視配音：周永坤）
替身演员：益田哲夫、三島一夫
CV：飯塚昭三
光明寺博士制造出来的机器人，全身为黑色并由金黄色闪电装饰着，头部放置着光明寺博士的大脑。被基鲁博士利用，目的是破坏电脑奇侠。最终话以为电脑奇侠死亡失去了存在的意义，因而对制造自己的基鲁及DARK倒戈相向，后被基鲁挑动想攻击自己大脑的主人光明寺，最终死于DARK的最强机器人手上。

### DARK
向世界各国销售武器，被称作“死亡商人”的组织。机械人是其制作並向各国销售的商品之一，但销售武器只是为它们的活动筹募资金的手段，真正的目的是征服并毀灭世界。在憎恶人类的首领基鲁命令之下，制造大规模恐怖和杀人事件，另外則是追杀从组织逃走的光明寺博士。
基鲁教授 / プロフェッサー・ギル
安藤三男饰
手下的機械人尊称他为“基鲁博士”。DARK的首脑。

### 其他角色
光明寺信彦
伊豆肇饰
机械工程学博士，电脑奇侠与DARK机器人（包括电脑黑魔）的制造者。因为制作出了阻碍DARK计划的电脑奇侠而被DARK追杀，逃亡途中失去了记忆。被受到恶魔笛声控制的电脑奇侠攻击而落入DARK手中，进而大脑被取出安置在电脑黑魔身上，最终在众人努力下重新取回大脑回归了正常的生活。
光明寺美津子
水之江纯饰
光明寺博士的女儿。光明寺博士出事后与弟弟胜为寻找失踪的父亲四处奔走，并不断受到DARK的袭击。
光明寺胜
神谷政浩饰
光明寺博士的儿子。光明寺博士出事后与姐姐美津子为寻找失踪的父亲四处奔走，并不断受到DARK的袭击。
服部半平
植田峻饰
自称为伊贺忍者服部半藏的第16代子孙，是个私人侦探。是一个可靠的得力的帮手。
甚兵卫
多々良純饰
光明寺博士制作的机器人。内置有数据公式，在横滨热带乐园工作着，因其内置的数据而被粉红色老虎追杀，进而受刑。
光明寺太郎
林ゆたか饰
前环境警备队员，是美津子、胜的哥哥，已经死亡。次郎是以他为原型制作的。

## 剧场版
《飞跃吧！》
于1973年3月17日首映，為3D立體電影。
編劇：长坂秀佳　導演：北村秀敏
合演：上原由香（秋月ユカ），西村秀人（青木弘），清水一郎（阿弘之父）
登场的DARK机器人：マダラスナトカゲ（演出：三桥幸男·配音：增冈弘），新生的DARK破坏部队
在「东映漫画节」上映。


在1995年4月15日首映的特摄电影。由井上敏树担任編劇，雨宮慶太執導。將原作中的反派电脑黑魔（岸本祐二饰）設定为正派主角的翻案作品。
《电脑奇侠REBOOT》
2014年5月24日首映，為原作故事的新世代重啟版本。編劇為下山健人，下山天執導。由入江甚仪飾演次郎，同时电脑奇侠及变身者次郎，也在《假面骑士铠武》第37集中联动客串演出。

## 客串
曾于2011年上映的電影《OOO・电王・All Riders Let's Go假面骑士》片中客串登场。

## 主题曲

### 片头曲
「Go Go・电脑奇侠」
- 演唱：秀夕木、コロムビアゆりかご会
- 作詞：石森章太郎
- 作曲／編曲：渡辺宙明

### 片尾曲
「战斗吧！电脑奇侠」
- 演唱：秀夕木、コロムビアゆりかご会
- 作詞：八手三郎
- 作曲／編曲：渡辺宙明

## 相關作品

#### 《》
1973年的（原題：キカイダーゼロワン），是本作的後續性質作品，但主角改為「超金剛01」＝一郎（池田骏介饰），另外电脑奇侠＝次郎也仍不時於劇情中出現，並有新角色美人侠（ビジンダー）＝真理（志穂美悦子饰）登場。

#### 漫畫版
本作品所推出的各種漫畫版，包括原作者石森章太郎自己的版本（石森版的故事發展雖包含了《超金剛01》，但漫畫標題自始至終仍為《人造人間电脑奇侠》）在內，當時共計於12份雜誌上展開連載。
- 『週刊少年サンデー』1972年30号 - 1974年13号（石森章太郎）
- 『よいこ』1973年4月号 - 5月号（山田五郎）
- 『幼稚園』1973年5月号 - 6月号（山田五郎）
- 小学館發行学年別学習雑誌
  - 『小学一年生』
    - 1972年8月号 - 1973年5月号（菅谷充）
    - 1972年9月増刊号、1973年1月増刊号（土山芳樹）

  - 『小学二年生』1972年8月号 - 1973年5月号（二階堂旭）
  - 『小学三年生』1972年8月号 - 1973年5月号（制野秀一）
  - 『小学四年生』1972年8月号 - 1973年5月号（土山芳樹）
  - 『小学五年生』1972年8月号 - 1973年5月号（宮添郁雄）
  - 『小学六年生』
    - 1972年8月号 - 1973年3月号（服部一男）
    - 1973年4月号 - 5月号（齊藤明）
- 『小学館BOOK』
  - 1972年8月号 - 1973年3月号（時里信一）
  - 1973年4月号（細井雄二，但1973年5月号起改為連載《超金剛01》）
- 『テレビランド』
  - 1973年3月号（創刊号） - 1973年5月号（土山芳樹）
  - 1979年10月号 - 1980年3月号（菅谷充）
- 『別冊少年サンデー』1972年8月号 - 1973年6月号（蛭田充）

### 動畫
《人造人间电脑奇侠 THE ANIMATION》（原題：人造人間キカイダー THE ANIMATION）是根据石森章太郎漫画版本《人造人间电脑奇侠》改编而成的動畫，並与石森章太郎另一部原作《闪电人》有联动篇。後續則另有一部OVA續作《电脑奇侠01 THE ANIMATION》（原題：キカイダー01 THE ANIMATION）。

#### 剧情简介

##### 剧情
電視版
人造人次郎在试验室發生意外后走出，但对自己的身世、能力一无所知。后来在光明寺博士的女儿美津子帮助下认识了自己。跟着次郎凭着他的勇气和力量与基鲁大人和他的“兄弟”人造人展开一系列战斗……
次郎是光明寺博士为了替代死去的儿子一郎而倾尽心血的产物，但是身为一个有自主意识的人造人，次郎的思维装置──「良心回路」在完成时出了问题。人类害怕次郎，因为次郎可以不断学习，最后超越人类；而机器人也讨厌次郎，因为拥有良心回路的机器人更加接近人类。并且，有良心回路的机器人可以拒绝命令，更是让次郎被人类和机器人两边都排斥的原因。
在與基魯教授的战斗中，次郎一边從战斗学习促使良心回路成长，一边寻找光明寺博士的下落。这时，自称次郎的弟弟的人造人三郎，为了确认自己存在的意义而向次郎挑战，而让次郎无法还手的關鍵，就是冷酷的基魯教授，竟把光明寺博士的脑放在三郎体内！
OVA
紧接着漫画中超金剛01登場後的剧情發展，并且出现了原创角色电脑奇侠00。但主角依旧是次郎，因为在这部OVA中只有次郎拥有良心回路，也因此只有次郎可以不受基魯教授控制。原本以为已死的基魯教授利用霸王金剛的身体再度复活。在发现基魯的阴谋之后，三名超金剛以及因妹妹被杀而反叛的美人侠联手攻击基魯的要塞。但是由于没有良心回路这个关键的零件，三人均被俘虏并改造成基魯的奴仆。
至于因良心回路而不被侵蚀的超金剛，基魯并不打算輕易拆下良心回路，而是装上一个自以为完美的附加零件「服從回路」，是对一切邪恶念頭與命令均會回答Yes的干扰零件。但是本以为可以完全压倒良心回路的服從回路，却意外因两者对抗发生融合。最终流泪杀死哥哥01以及弟弟00的次郎，面对惊恐的基魯说道：“对，我学会说谎了。”正因为本来纯粹的次郎的灵魂被污染而学会了说谎，于是他才得以骗过测试机器而被放出。
“我应该永远都會被良心和邪念所折磨吧。”这是次郎杀死基魯前最后所說的话。OVA的结局以极度悲凉的气氛收场，原本兄弟姐妹5人团聚后再次只剩下次郎一人，而成功拥有完整人類灵魂的次郎，就像他自己预测的那样，永远被良心和邪念所折磨，走向自己的终点……

##### TV剧集列表
1. 孤独的人形
2. 疯狂的机械
3. 迷途的羔羊
4. 镜
5. 雨中街头
6. 片段
7. 悲哀的残照
8. 蓝月
9. 朋友
10. 冰冷的羁绊
11. 破坏魔
12. 造梦的机械
13. 梦之末路